# Espaço Educação
O Espaço Educação é uma escola brasileira, sediada no bairro do Leblon, no Rio de Janeiro. Tem como foco principal a criança, oferecendo aulas de educação infantil (maternal, jardins I, II e III - como a própria escola nomeia) e a primeira parte do ensino fundamental (1º ao 5º ano - em nomenclaturas actuais).

## História
Em 15 de março de 1982, o Espaço Educação foi fundado com base nos princípios da filosofia humana, na qual a criança é vista como qualquer outro ser humano e é valorizada. Na época, um grupo de pais de alunos e professores fundaram a escola.
Em 24 de junho de 2009, depois de 27 anos no casarão do Leblon, o Espaço Educação anunciou a troca da sede da escola, a partir de 2010. Como a casa era alugada, o dono vendeu o imóvel para uma construtora e a escola não teve escolha, a não ser se transferir para outro estabelecimento. O local pretendido é uma casa no mesmo bairro. O problema é que os residentes perto dessa casa não gostaram da ideia de uma escola por perto. 

## Atividades
O Espaço Educação se diferencia de outras escolas por não ensinar, pelo menos de uma forma clara, as disciplinas de Geografia e História. Ao invés disso, a escola tem o seguinte sistema: no início de cada período (são quatro no ano) cada turma (existe apenas uma por série) escolhe um chamado projecto. Em cima desse projecto é estudada a Geografia e a História. Apesar da escolha do projecto ser dos alunos, através de uma votação, as professoras tem um certo cuidado com alguns não adequados para a idade em que se encontram os alunos da turma. Por exemplo: o tema Sistema Solar pode ser estudado apenas por alunos do ensino fundamental, caso escolham ele. Esse sistema de projectos de quebra com a chegada do 5º ano, na qual é obrigatório o estudo da Geografia e História do Brasil.
A escola também possui aulas de Artes (o chamado Ateliê) e Teatro, na qual as turmas são divididas em dois grupos e permanecem neles por um semestre. Quando um grupo vai para o Ateliê o outro vai para o Teatro. No outro dia, as turmas trocam.
Depois do horário das aulas, a escola oferece também cursos de Capoeira (típica dança misturada com luta brasileira), Teatro, Artes (a chamada Multi-linguagem) e Robótica. Todos esses cursos são pagos. O Clube de Ciências é gratuito, porém os alunos dele são definidos por sorteio, devido a enorme procura.

## Logotipo
O logotipo do Espaço Educação (um menino jogando uma típica brincadeira brasileira) é um detalhe da obra Jogos Infantis, de Cândido Portinari. A autorização para o uso da imagem pela escola foi dada por João Portinari, filho do pintor.